# La Quera
La Quera, o Ribera de Sant Llorenç és una riera de la Catalunya del Nord, del terme comunal de Sant Llorenç de Cerdans, a la comarca del Vallespir.
Travessa el terme pel bell mig en una vall molt marcada a causa de l'orografia que travessa.
Segueix una orientació sud - nord, però lleugerament inclinat cap a l'oest. És un curs d'aigua de la comarca del Vallespir, de règim torrencial, que es forma a la Forja de Dalt per la unió de la Ribera de Vila-roja i la Ribera de Costoja, al sud de la vila de Sant Llorenç de Cerdans, des d'on davalla cap al nord, inflexionant lleugerament cap a l'oest en un traçat molt sinuós. Passa per pràcticament tots els veïnats del terme, i va a abocar-se en el Tec just en el límit amb el terme de Montferrer.